# Võ Thành Hạo
Võ Thành Hạo (sinh 1959) là một chính khách Việt Nam. Ông nguyên là Bí thư Tỉnh ủy tỉnh Bến Tre. Ông cũng là một nhà thơ nghiệp dư, Hội viên Hội văn học nghệ thuật Nguyễn Đình Chiểu.

## Cuộc đời và sự nghiệp
Ông sinh ngày 20 tháng 7 năm 1959 tại xã Tân Lợi Thạnh, huyện Giồng Trôm, tỉnh Bến Tre.
Năm 1979, ông nhập ngũ, phục vụ tại Đại đội 4, Tiểu đoàn D4, thuộc Sư đoàn 441 (nay thuộc Quân khu 4), tham gia Chiến tranh biên giới Việt-Trung, 1979. Từ năm 1980 đến 1983, ông Trung đoàn 866, Sư đoàn 31, Quân đoàn 3, thăng dần lên cấp bậc Thượng sĩ. Ông được kết nạp vào Đảng Cộng sản Việt Nam ngày 23 tháng 1 năm 1982 và chính thức vào ngày 23 tháng 7 năm 1983.
Cuối năm 1983, ông được cử đi học tại Trường Quân chính Quân khu 9. Sau khi tốt nghiệp khóa học, ông chuyển ngành, làm cán bộ Ban Tuyên giáo Huyện ủy Giồng Trôm. Từ tháng 10 năm 1984 đến tháng 9 năm 1986, ông được cử theo học tại Trường Tuyên huấn Trung ương 2. Sau khi tốt nghiệp Cử nhân Hành chính, ông được cử làm Huyện ủy viên, Phó trưởng Ban Tuyên giáo Huyện ủy Giồng Trôm; năm 1988, làm quyền quyền Trưởng ban Tuyên giáo; đến năm 1991, chính thức trở thành Ủy viên Ban Thường vụ Huyện ủy, Trưởng ban Tuyên giáo Huyện ủy Giồng Trôm.
Năm 1996, ông được bầu làm Phó bí thư thường trực Huyện ủy, Chủ tịch Hội đồng nhân dân huyện Giồng Trôm. Năm 2000, ông là Tỉnh ủy viên, Bí thư Huyện ủy Giồng Trôm.
Tháng 5 năm 2004, ông tái đắc cử Tỉnh ủy viên, được phê chuẩn bổ nhiệm làm Phó chủ tịch Ủy ban nhân dân tỉnh Bến Tre. Tháng 10 năm 2008, ông được bầu làm Ủy viên thường vụ Tỉnh ủy, Trưởng ban Tổ chức Tỉnh ủy Bến Tre. Tháng 12 năm 2011, được bầu làm Phó Bí thư Tỉnh ủy Bến Tre.
Tháng 7 năm 2011, ông được bầu làm Chủ tịch Hội đồng nhân dân tỉnh Bến Tre.
Ngày 26 tháng 7 năm 2013, ông được bầu làm Chủ tịch Ủy ban nhân dân tỉnh Bến Tre, thay người tiền nhiệm là ông Nguyễn Văn Hiếu được chuyển làm Thứ trưởng Bộ Kế hoạch và Đầu tư. Thay thế ông trong chức vụ Chủ tịch Hội đồng nhân dân là đương kim Bí thư Tỉnh ủy Nguyễn Thành Phong.
Trong cuộc bỏ phiếu tính nhiệm các chức danh lãnh đạo của tỉnh Bến Tre, ông là người có số phiếu tín nhiệm cao nhất tỉnh.
Chiều ngày 5 tháng 3 năm 2015, Ban Thường vụ Tỉnh ủy triệu tập hội nghị Ban Chấp hành Đảng bộ tỉnh Bến Tre khóa IX (đột xuất) đã tiến hành bầu đồng chí Võ Thành Hạo - Phó Bí thư Tỉnh ủy, Chủ tịch UBND tỉnh giữ chức vụ Bí thư Tỉnh ủy (nhiệm kỳ 2010-2015) thay cho đồng chí Nguyễn Thành Phong được Ban Bí thư Trung ương Đảng điều động nhận nhiệm vụ mới. [9]
Ông được nhà nước Việt Nam trao tặng Huân chương Lao động hạng Ba.
Tháng 7 năm 2019, Võ Thành Hạo nghỉ hưu.